# Lindernia brevidens
Lindernia brevidens é uma espécie botânica do gênero Lindernia pertencente à família Linderniaceae.